# Organhandel
Organhandel bezeichnet den gewinnorientierten Umgang und Handel mit menschlichen Organen und Geweben. Der illegale Organhandel ist von der zulässigen Organentnahme und -übertragung mit Einwilligung lebender oder verstorbener Organspender zu unterscheiden.
Der internationale, illegale Organhandel wird dem Bereich der transnationalen organisierten Kriminalität (TOK) zugerechnet. Wenn dafür Organe gestohlen oder Menschen sogar entführt und ermordet werden, spricht man auch von Organraub. Insofern überschneidet er sich auch mit Menschenhandel. Der sogenannte Leichendiebstahl und -handel hingegen dient regelmäßig nicht medizinischen Zwecken.

## Gesetzliche Situation in Deutschland

### Transplantationsgesetz
Bei Verabschiedung des Transplantationsgesetzes im Jahr 1997 stand den vielfältigen Möglichkeiten der Transplantationsmedizin, durch eine Organtransplantation Leben zu erhalten, ein deutlicher Mangel an geeigneten Spenderorganen gegenüber. Die gewinnorientierte Ausnutzung existentieller Notlagen von potentiellen Organempfängern wie auch von Spendern unter Strafe zu stellen, sah bereits der Entwurf eines Strafrechtsänderungsgesetzes von 1995 vor. § 298 StGB-E stellte insbesondere das Handeltreiben mit Haut, Knochenmark, Leberexplantaten und Nieren unter Strafe.
Bis in die Gegenwart besteht die Versuchung, aus wirtschaftlichen Motiven die gesundheitliche Notlage lebensgefährlich Erkrankter auszunutzen. Denn der Nachfrageüberschuss nach nicht regenerierungsfähigen Organen, Organteilen oder Geweben hält an.
Das Verbot des Organ- und Gewebehandels gem. § 17 bis § 19 TPG gehört zur Materie des Nebenstrafrechts. § 20 TPG enthält mit Bußgeld belegte leichtere Verstöße gegen die Verfahrensvorschriften des TPG.
§§ 18, 19 TPG stellen die Organentnahme und den Organhandel sowie besonders schwere Verstöße gegen die im TPG enthaltenen Grundsätze und Verfahrensvorschriften unter Strafe. Organhandel im Sinne des Transplantationsgesetzes bedeutet die illegale Entnahme oder Transplantation von Organen, Geweben oder Zellen. Im Mittelpunkt steht die Körperverletzung oder sogar ein Tötungsdelikt und die Kommerzialisierung dieses Vorgangs über das nach ärztlichem Berufsrecht Erlaubte hinaus.
Unter das TPG fallen die in § 1a Nr. 1 TPG genannten Organe mit Ausnahme der Haut.
Der Organhandel ist im Gegensatz etwa zum Handeltreiben mit Betäubungsmitteln (vgl. § 3 BtMG) in keinem Fall erlaubnisfähig. Bestraft werden können Spender, Händler und Empfänger eines Organs, insbesondere auch der Arzt, der um den Verkauf des Organs weiß, selbst aber nicht eigennützig agiert. § 18 Abs. 4 TPG sieht die Möglichkeit einer Strafmilderung oder das Absehen von Strafe zugunsten von Spendern und Empfängern illegal gehandelter Organe vor.
Organ- und Gewebehandel gem. § 18 TPG ist auch dann strafbar, wenn die Tat im Ausland begangen wird und der Täter zur Zeit der Tat Deutscher ist (§ 5 Nr. 17 StGB). Es besteht keine Leistungspflicht der gesetzlichen Krankenversicherung für den Kauf einer Niere eines im Ausland lebenden Spenders.
Die EU-Transplantationsrichtlinie zielt primär auf die Sicherheit und die Qualität von rechtmäßig transplantierten Organen ab. Sie trägt durch die Einrichtung zuständiger Behörden, die Zulassung von Transplantationszentren, die Einführung von Bedingungen für die Bereitstellung von Spenderorganen und von Systemen für ihre Rückverfolgbarkeit nur indirekt dazu bei, den Organhandel zu bekämpfen.

#### Verbot des Organ- und Gewebehandels

##### Der Begriff des Handeltreibens
Das Verbot, mit Organen oder Geweben, die einer Heilbehandlung eines anderen zu dienen bestimmt sind, Handel zu treiben (§ 17 Abs. 1 TPG), ist im Gesetz nicht näher definiert. Zur Auslegung des Begriffs kann auf die umfangreiche Rechtsprechung des Reichsgerichts und des Bundesgerichtshofs zurückgegriffen werden, die der Gesetzgeber im Betäubungsmittelgesetz aufgegriffen hat.
Danach ist unter Handeltreiben jede eigennützige, auf Güterumsatz gerichtete Tätigkeit zu verstehen, selbst wenn es sich nur um eine einmalige oder vermittelnde Tätigkeit handelt, die zudem grundsätzlich auch Tausch- und sogar Schenkungsgeschäfte beinhalten kann. Weder ist die Zuwendung eines Geldbetrages noch der Zufluss der Gegenleistung an den Handeltreibenden erforderlich. Kennzeichnend für den im Betäubungsmittelrecht weit auszulegenden Begriff des Handeltreibens ist das eigennützige Verhalten des Täters, wobei der Eigennutz auch in einer rein immateriellen Besserstellung bestehen kann.
Eine uneingeschränkte Übernahme des weiten Begriffs des Handeltreibens aus dem Betäubungsmittelrecht in das TPG verbietet sich jedoch, weil beide Rechtsgebiete wenig Berührungspunkte miteinander haben: dort ein Gift, das Leben zerstört, und hier ein Organ, das Leben retten kann. Der Gesetzgeber wollte den gewinnorientierten Umgang mit menschlichen Organen verbieten und Anreize für einen Lebendspender beseitigen, seine Gesundheit um wirtschaftlicher Vorteile willen zu beeinträchtigen, etwa von sich aus eine Lebendspende anzubieten. Deshalb ist das Handeltreiben teleologisch zu reduzieren und nur dann als tatbestandsmäßig zu erfassen, wenn es die Gefahr der Ausbeutung eines Beteiligten – im weitesten Sinne – in sich trägt.

##### Rechtspolitik
Einzelne Gesundheitsökonomen befürworten die Legalisierung des Organhandels auf einem staatlich kontrollierten Markt, um die Zahl der Transplantationen zu erhöhen und die Behandlungskosten beispielsweise für Dialyse-Patienten zu senken.

### Strafgesetzbuch
Auf europäischer Ebene wurde die Menschenhandelsdefinition mit der EU-Menschenhandelsrichtlinie um den Menschenhandel zwecks Organentnahme erweitert (vgl. Art. 2 Abs. 3 Menschenhandels-Richtlinie) und damit an die Definition des UN-Zusatzprotokolls und des Übereinkommens des Europarats zur Bekämpfung des Menschenhandels von 2005 angeglichen.
Der deutsche Gesetzgeber reagierte hierauf mit dem am 15. Oktober 2016 in Kraft getretenen Gesetz zur Verbesserung der Bekämpfung des Menschenhandels und zur Änderung des Bundeszentralregistergesetzes sowie des Achten Buches Sozialgesetzbuch vom 11. Oktober 2016 (MenHBVG). § 232 StGB wurde neu gefasst und um die rechtswidrige Organentnahme erweitert.
Der Tatbestand des Menschenhandels als Straftat gegen die persönliche Freiheit umfasst eine bestimmte Tathandlung, ein bestimmtes Tatmittel und den Zweck, einen Menschen zur Organentnahme auszubeuten. Es steht der zum Objekt degradierte Organspender im Fokus, der ohne Einwilligung oder persönliche Verbundenheit mit dem Empfänger (vgl. § 8 Abs. 1 Satz 2 TPG) als menschliches „Ersatzteillager“ benutzt wird. Bestraft werden gem. § 232 StGB nur die Täter, nicht die Opfer des Menschenhandels, auch nicht der Arzt, der rechtswidrig ein Organ entnimmt.
Der Menschenhandel zum Zweck der Organentnahme umfasst nicht – wie bereits aus der Formulierung ersichtlich – die Entnahme von Gewebe oder Zellen. Während der Organhandel gem. §§ 18, 19 TPG mit einer Höchststrafe von bis zu 5 Jahren Freiheitsstrafe bestraft werden kann, beträgt die Höchststrafe bei gewerbs- oder bandenmäßigem Menschenhandel zum Zweck der Organentnahme wegen des höheren Unrechtsgehalts bis zu 10 Jahre Haft (§ 232 Abs. 2 Nr. 3 StGB).

## Transnationale organisierte Kriminalität
Angesichts seiner globalen Verbreitung wird der Organhandel auch international pönalisiert. Die WHO verabschiedete am 13. Mai 1991 eine Entschließung mit 25 Leitsätzen für die Organtransplantation beim Menschen. Das Europäische Parlament sprach sich in einer Entschließung vom 14. September 1993 für ein Verbot des gewinnorientierten Handels mit Transplantaten in der gesamten Europäischen Gemeinschaft aus. 1997 wurde die Bioethik-Konvention des Europarats verabschiedet und 2002 um ein Zusatzprotokoll bezüglich der Transplantation von menschlichen Organen und Gewebe ergänzt.

### Europa
2003 stellte die Schweizer Nationalrätin Ruth-Gaby Vermot-Mangold dem Europarat ihren Bericht vor. Sie beschreibt darin die Machenschaften von international organisierten Verbrecherbanden, die den Bewohnern armer Regionen ihre Organe abkaufen, um sie im wohlhabenden Westen zu verkaufen. Konkret sprach Vermot mit 14 Moldawiern, die eine Niere für 2500 bis 3000 € „gespendet“ hatten (das durchschnittliche Monatseinkommen in Moldawien liegt bei 120 bis 232 € je nach Quelle). Die Organe wurden in der Türkei illegal explantiert und zu unbekannten Empfängern transportiert. Spender werden dem Bericht zufolge auch in der Ukraine, in Russland, Rumänien und Georgien rekrutiert.
Nach dem Ende des Kosovokriegs tötete die UÇK nach Angaben von Carla Del Ponte, der ehemaligen Chefanklägerin am Internationalen Strafgerichtshof für das ehemalige Jugoslawien in Den Haag, serbische Zivilisten und Gefangene, um die Organe von Albanien aus zu verkaufen. Ein im Dezember 2010 im Auftrag des Europarats erstellter Bericht des Schweizers Dick Marty knüpft an diese Vorwürfe an und stellt einen mutmaßlichen Zusammenhang zwischen dem seit 2008 als Ministerpräsident des Kosovo amtierenden Hashim Thaçi und illegalem Organhandel im Kosovo her, der nach dem Abzug der serbisch-jugoslawischen Sicherheitskräfte und dem Einzug von UNMIK und NATO-geführten KFOR-Truppen in den Kosovo im Kosovo stattgefunden haben soll. Trotz Kenntnis der Vorgänge, so der Bericht, sollen die im Kosovo tätigen internationalen Organisationen die Täter aus politischem Kalkül nicht zur Rechenschaft gezogen haben.
Nach Vermot-Mangolds Ansicht kann das Problem nur gemeinsam gelöst werden, indem die „Spender“- und die Empfängerländer zusammenarbeiten. Sie kritisiert insbesondere Bestrebungen einiger Staaten (Deutschland, Schweiz), ihre Organhandelsverbote zu lockern. Sie schlägt vor, künftig ausschließlich Blutsverwandte als Lebendspender zuzulassen. Gleichzeitig soll die Bereitschaft der Bevölkerung zur post-mortem-Organspende gesteigert werden, um den medizinischen Bedarf besser zu decken. Die „Spenderländer“ sollen ihrer Ansicht nach die Ursachen (Armut und Korruption) bekämpfen. Organhandel soll genau wie Menschen- und Drogenhandel durch internationale polizeiliche Zusammenarbeit bekämpft werden (Interpol, Europol). Jede Art der Beteiligung daran, selbst die Vermittlung einschlägiger Kontaktadressen, soll in ganz Europa bestraft werden.

### Volksrepublik China
Nach heftiger internationaler Kritik gegen die Politik in der Volksrepublik China, brachte der Staatsrat des Landes im April 2007 ein neues Gesetz auf den Weg, das jede Form von Organhandel verbietet und unter hohe Strafen stellt. Die gängige Praxis, Organe hingerichteter Häftlinge zu verwenden, wurde aber nicht in Frage gestellt. Der stellvertretende Gesundheitsminister Huang Jiefu teilte dazu mit: „Wenn einige Kriminelle sich bewusst werden, dass sie der Gesellschaft geschadet haben, und das wieder gutmachen wollen, indem sie nach ihrem Tod ihre Organe spenden, sollte man das ermutigen, nicht ablehnen“.
Neue Erkenntnisse deuten darauf hin, dass in China nach wie vor ein schwunghafter, schwer menschenrechtswidriger geheimer Organhandel des Staates mit Organen von zu diesem Zweck getöteten Mitgliedern der verbotenen religiösen Falun-Gong-Bewegung stattfindet.
Am 22. Juni 2016 veröffentlichte der ehemalige kanadische Staatssekretär und Staatsanwalt David Kilgour PC zusammen mit dem Menschenrechtsanwalt David Matas und dem China-Analytiker und Enthüllungsjournalisten Ethan Gutmann den gemeinsam erstellten Untersuchungsbericht „Bloody Harvest / The Slaughter — An Update“. Der 680 Seiten umfassende Bericht stellt eine forensische Analyse aus über 2300 chinesischen Dokumenten und Webseiteninformationen dar. Laut Untersuchungsbericht fanden seit dem Jahr 2000 bis 2016 an 712 Leber- und Nierentransplantationszentren in ganz China jährlich zwischen 60.000 und 100.000 Organtransplantationen statt, sodass bis heute annähernd 1,5 Millionen Organtransplantationen durchgeführt wurden, ohne dass China über ein funktionsfähiges Organspendesystem verfügt.

### Ägypten
Al-Arisch gilt als das Zentrum des illegalen Organhandels auf dem Sinai. In der Leichenhalle des Krankenhauses wurden Verstorbene gefunden, deren Körper in der Mitte oder an den Seiten mit großen Stichen wieder zugenäht worden waren. Nieren, Leber, Herz und Augenlinsen waren entfernt worden. Um die tausend Opfer wurden in den letzten Jahren anonym im Al-Sadaka-Massengrab der Stadt begraben. Bei den Opfern handelt es sich häufig um Flüchtlinge aus Afrika mit dem Ziel Israel. Sie werden von Beduinen entführt und gequält, um von ihren Familien Lösegeld zu erpressen. Ist der Erpressungsversuch nicht erfolgreich, werden sie umgebracht und die „verwertbaren“ Organe herausgeschnitten. Besteller und Empfänger sind Mediziner aus Kairo. Öffentlich bekannt wurde diese Praxis, als ein Kairoer Arzt mit einer Kühlbox voller menschlicher Organe im Auto auf dem Sinai verunglückte.
Auf eine Kleine Anfrage der Linksfraktion antwortete die deutsche Bundesregierung, man habe Hinweise, wonach auf dem Sinai ein Beduinenstamm von 2010 bis 2011 afrikanische Flüchtlinge entführt und ihnen Organe zum Weiterverkauf an ägyptische Krankenhäuser entnommen haben soll. Es sollen etwa 200 bis 250 Personen Opfer dieser Praxis geworden sein, nicht wenige seien durch die Eingriffe zu Tode gekommen. Nach Schätzungen der Organisation Ärzte für Menschenrechte (PHR) in Tel Aviv waren seit 2007 5000 bis 7000 afrikanische Flüchtlinge in beduinischen Folterkammern. Laut CNN operieren Mediziner und Organhändler auf der Halbinsel Sinai sogar mit mobilen Kliniken. Eine umfangreiche Dokumentation der EU vom September 2012 zeichnet das Bild einer systematischen Organhandel-Industrie.

### Andere Schwellen- und Entwicklungsländer
Vorwiegend aus Schwellenländern sowie Ländern der sogenannten „Dritten Welt“ wird immer wieder berichtet, dass Organe gegen Geld oder gegen andere Formen der Belohnung gekauft und zahlungskräftigen Kranken transplantiert werden. Dies soll im großen Stil geschehen. Sichere Hinweise für solche Praktiken liegen aus Indien, Brasilien, Afrika und China vor. China verwertet die Organe von hingerichteten oder verstorbenen Strafgefangenen offen kommerziell. In Brasilien und in Südafrika wurden illegale Organschieber bereits gerichtlich verurteilt. Die Gesamtindische Gesellschaft für die freiwillige Organspende glaubt, dass alleine dort in den letzten 25 Jahren mehr als 100.000 illegale Nierenverpflanzungen vorgenommen wurden. Die Spender erhalten umgerechnet 750 € bis 1000 €. Die meisten Empfänger sind wohlhabende Inder oder Ausländer, z. B. aus Saudi-Arabien, den USA, Israel und Westeuropa; sie bezahlen Einzelberichten zufolge 30.000 bis 250.000 € für eine Niere. Der Transplantationsmediziner Michael Friedlaender berichtete über israelische Patienten, die in Indien, in Osteuropa und im Irak Nieren erhalten hatten. Zeitweise wurden auch Lebendspender nach Tel Aviv eingeflogen; erst öffentliche Proteste beendeten diese Praxis.
Im Jahr 2022 wurde berichtet, dass afghanische Flüchtlinge, die sich im südlichen Teil Irans in Krankenhäuser begaben, für tot erklärt worden sind und die Leichen bei der Übergabe an Verwandte keine Nieren mehr aufwiesen.

### Organhandel und Gewaltkriminalität
Unbestätigten Berichten zufolge sollen auch schon Menschen, etwa Straßenkinder, ermordet worden sein, um ihnen Organe entnehmen zu können. Dies wird z. B. aus Mosambik und Russland berichtet. In Ägypten beispielsweise weitet sich die mit dem Organhandel verbundene Kriminalität offenbar aus: So berichtete die ARD in einer Reportage vom Mai 2009 von vermehrt und wiederholt vorkommenden Entführungen von Kindern und Erwachsenen, bei denen den Opfern verschiedene Organe entnommen werden und diese in der Folge meist den Tod finden, da sie nicht medizinisch versorgt werden. Auch sollen dort schon ganze Gruppen von Kindern entführt worden sein, die man Tage später regelrecht „ausgeschlachtet“ wieder auffand. Die einheimischen Kriminalbehörden stehen dem Phänomen bisher anscheinend machtlos gegenüber.

## Dokumentarfilme
- Schwarzmarkt Organhandel. (Memento vom 26. Januar 2014 im Internet Archive). Arte-Dokumentation (Video, 82 Min., 2013)